# 475 Ocllo
475 Ocllo là một tiểu hành tinh ở vành đai chính và là tiểu hành tinh đi ngang Sao Hỏa. Nó được DeLisle Stewart phát hiện ngày 14.8.1901 ở đài thiên văn College Harvard (Hoa Kỳ) và được đặt theo tên hoàng hậu Ocllo, trong thần thoại Inca.